# Gregorio Amestoy
Gregorio Amestoy Querejeta (La Carlota, 15 maggio 1916 – 24 ottobre 1972) è stato un calciatore filippino naturalizzato spagnolo.

## Carriera
Esordì col Zaragoza Football Club il 21 gennaio 1934 in Tercera División in una vittoria per 2-0 contro l'Elche CF. Il Zaragoza ottenne una promozione dalla Tercera alla Segunda División, e nel 1940 arrivò a giocare in Primera División per la prima volta.
Restò al club aragonese fino al 1943, quando si trasferì all'Atlético Aviación. Gioco la sua ultima partita al Zaragoza in Coppa del Generalísimo, agli ottavi di finale contro il Valencia CF.
Nella capitale fu allenato da Ricardo Zamora. Vi restò per tre stagioni, raggiungendo il secondo posto in campionato nella Primera División 1943-1944.
Nella stagione 1947-1948 giocò nel Club Gimnàstic de Tarragona, club alla sua prima stagione assoluta in Primera División, con cui collezionò tre presenze in campionato.

## Palmarès

### Club

#### Competizioni nazionali
- Segunda División (Spagna): 1

Real Saragozza: 1935-1936